# 月神

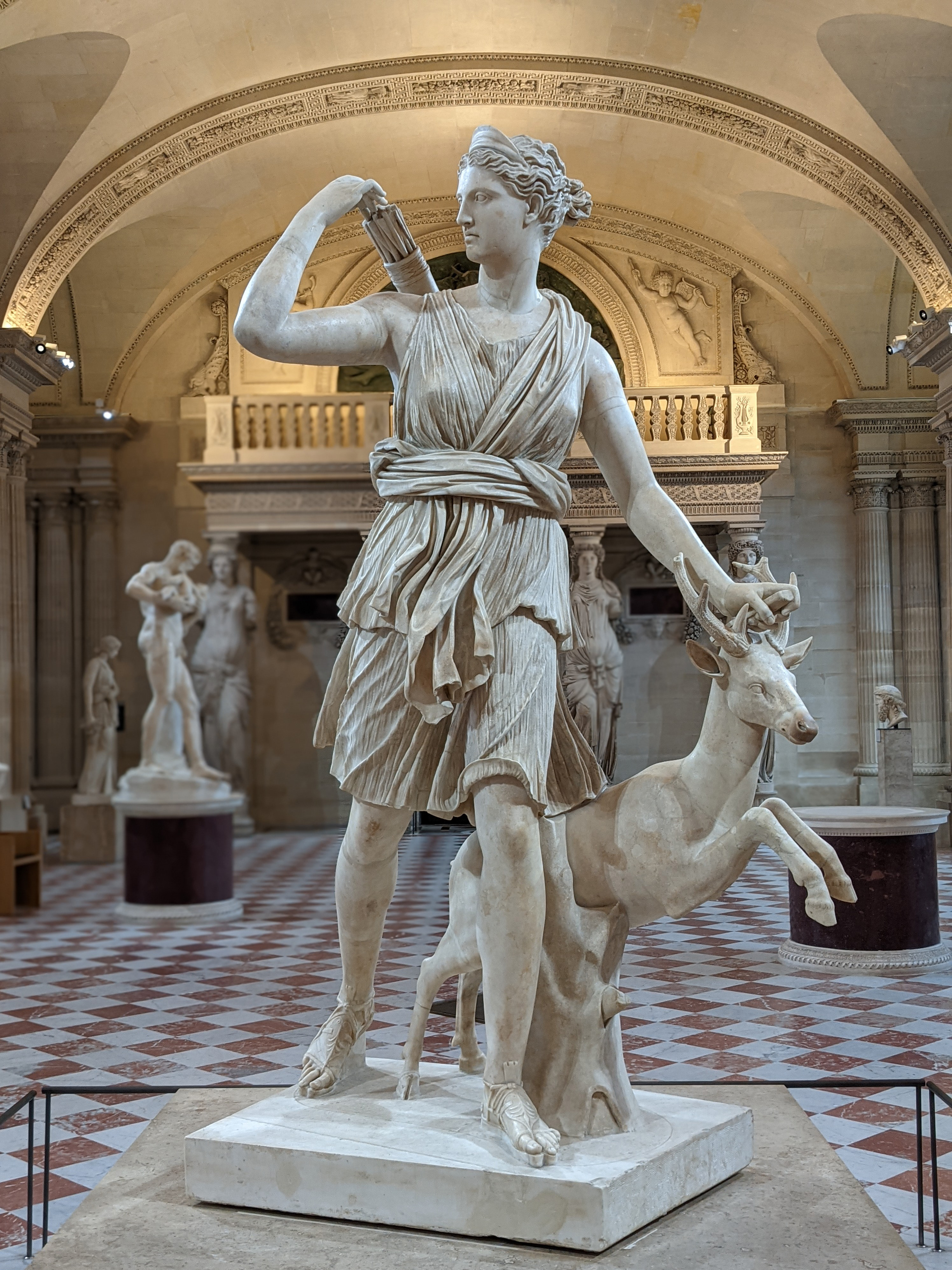
ヴェルサイユのアルテミス像

月神（げっしん、つきがみ。英語: lunar deity）は、月を神格化した神。

## 概要
太陽神が権力や支配者と結び付けられるのに対し、月神は寿命や性、庶民と結び付けられる。また、日本神話にツクヨミが保食神を殺し、その死体から穀物が生じた、という神話があるように、月と農耕が結び付けられる場合もあり、類似するハイヌウェレ型神話は他の民族にも見られる。

## 宗教と神話における月

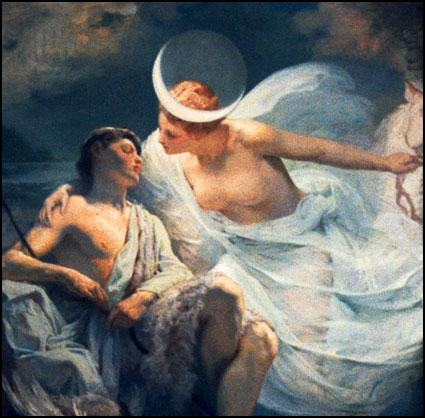
セレーネーとエンデュミオーン

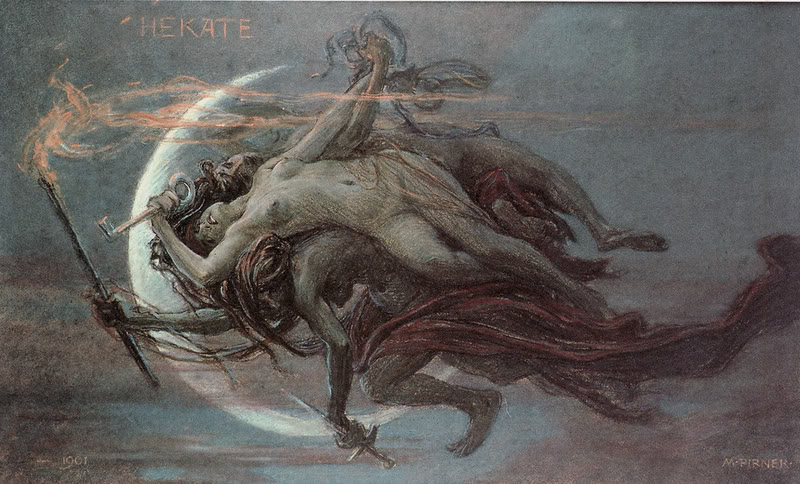
ヘカテー（マクシミリアン・ピルナー/画、1901年）

太陽が一日周期で軌道を持つのに対し、月は一ヶ月周期の軌道を持っている。そのため、多くの文化で女性の月経周期と暗に関連付けられ、多くの語族では「月」と「月経」という語句が結び付けられている。ギリシア神話のポイベー、アルテミス、セレーネーや、中国神話の嫦娥のように、有名な神話の多くは月神を女神としている。
他方、男性の月神としては、メソポタミア神話のシンや、北欧神話のマーニ、日本神話のツクヨミなどが挙げられる。これらの文化は一般に、太陽神を女神としている。ギリシアやエジプトの文明では、月神信仰が一般的に行なわれていた。例えば、テーベで信仰されたイビスとコンスはどちらも月神である。エジプト神話のトートもまた月神とされるが、イビスやコンスよりも複雑な特徴を持っている。原初の印欧系宗教における月神は、男神であった。
ギリシア神話のアルテミスのように、元来は月神としての性質を持ち合わせなかった神で、古代末期にセレーネーと習合されるようになったものもいる。ローマ神話のディアーナとルーナもそれに類似する関係性である。男神では、ギリシア神話のヘルメースはトートなど、エジプト神話の男神と同一視される場合があった。また、ギリシアでは、スパルタの英雄・メネラーオスにも、月神の性質が見られる。
ヒンドゥー教のチャンドラという語句は「月」を意味しており、カルバ・チョートや、日食・月食の際など、多くの宗教祭儀において重要な役割を持っていた。
月は中世から近現代に到るまで、Madonna Orienteの崇拝など、ウィッチクラフトにおいても信仰される。
それらの信仰は芸術や文学に顕著に表され、また、占星術や神学にも特徴を残している。

## 主な世界の月神
- インカ神話 - コニラヤ
- マヤ神話 - イシュバランケー、イシュ・チェル
- アステカ神話 - コヨルシャウキ
- エジプト神話 - コンス、トート、ハトホル
- ギリシア神話 - アルテミス、ヘカテー、セレーネー
- ローマ神話 - ディアーナ、ルーナ
- 中国神話 - 嫦娥
- 日本神話 - ツクヨミ
- 北欧神話 - マーニ
- メソポタミア神話 - シン
- ヒンドゥー教 - チャンドラ、ソーマ
- スラブ神話 - ヤリーロ
- イヌイット神話 - イガルク